# Oche
Oche est un village du Cameroun situé dans l’arrondissement (commune) de Widikum-Boffe, dans le département de Momo et dans la Région du Nord-Ouest.

## Population
Lors du recensement de 2005, on a dénombré 125 habitants à Oche, dont 65 hommes et 60 femmes.